# Coppa del Mondo di slalom gigante
La Coppa del Mondo di slalom gigante è un trofeo assegnato annualmente dalla Federazione Internazionale Sci (FIS), a partire dalla stagione 1966/1967, allo sciatore e alla sciatrice che hanno ottenuto il punteggio complessivo più alto nelle gare di slalom gigante del circuito della Coppa del Mondo di sci alpino.
Tra il 1982-83 e in 1984-85 la nuova specialità del supergigante non aveva una classifica di specialità a sé stante, ma vedeva i suoi punti conteggiati insieme a quelli conquistati nello slalom gigante.

## Lo svolgimento
Nel corso di una stagione di Coppa del Mondo di sci alpino, che si svolge abitualmente da fine ottobre a marzo, si disputano varie gare per ognuna delle specialità alpine. Ai primi 30 classificati di ogni singola gara vengono assegnati punti a scalare (100 punti al vincitore, 1 al 30°) secondo l'ordinario sistema delle gare di coppa del mondo di sci alpino.
La classifica della Coppa del Mondo di slalom gigante viene stilata tenendo conto solo dei risultati dei giganti. Alla fine della stagione lo sciatore e la sciatrice con il punteggio complessivo più alto vincono la Coppa del Mondo di specialità.
Il trofeo consegnato al vincitore è una sfera di cristallo, che rappresenta il mondo, su un piedistallo. Ha la stessa forma, ma con dimensioni più piccole, del trofeo spettante ai vincitori della Coppa del Mondo di sci alpino.

## Albo d'oro
Albo d'oro dei vincitori della Coppa del Mondo di slalom gigante maschile e femminile:
| Stagione  | Uomini                                  | Uomini            | Donne                          | Donne          |
| Stagione  | Vincitore                               | Nazionalità       | Vincitore                      | Nazionalità    |
| --------- | --------------------------------------- | ----------------- | ------------------------------ | -------------- |
| 1966/1967 | Jean-Claude Killy                       | Francia           | Nancy Greene                   | Canada         |
| 1967/1968 | Jean-Claude Killy                       | Francia           | Nancy Greene                   | Canada         |
| 1968/1969 | Karl Schranz                            | Austria           | Marilyn Cochran                | Stati Uniti    |
| 1969/1970 | Gustav Thöni                            | Italia            | Michèle Jacot Françoise Macchi | Francia        |
| 1970/1971 | Gustav Thöni Patrick Russel             | Italia Francia    | Annemarie Moser-Pröll          | Austria        |
| 1971/1972 | Gustav Thöni                            | Italia            | Annemarie Moser-Pröll          | Austria        |
| 1972/1973 | Hansi Hinterseer                        | Austria           | Monika Kaserer                 | Austria        |
| 1973/1974 | Piero Gros                              | Italia            | Hanni Wenzel                   | Liechtenstein  |
| 1974/1975 | Ingemar Stenmark                        | Svezia            | Annemarie Moser-Pröll          | Austria        |
| 1975/1976 | Ingemar Stenmark                        | Svezia            | Lise-Marie Morerod             | Svizzera       |
| 1976/1977 | Heini Hemmi                             | Svizzera          | Lise-Marie Morerod             | Svizzera       |
| 1977/1978 | Ingemar Stenmark                        | Svezia            | Lise-Marie Morerod             | Svizzera       |
| 1978/1979 | Ingemar Stenmark                        | Svezia            | Christa Kinshofer              | Germania Ovest |
| 1979/1980 | Ingemar Stenmark                        | Svezia            | Hanni Wenzel                   | Liechtenstein  |
| 1980/1981 | Ingemar Stenmark                        | Svezia            | Tamara McKinney                | Stati Uniti    |
| 1981/1982 | Phil Mahre                              | Stati Uniti       | Irene Epple                    | Germania Ovest |
| 1982/1983 | Phil Mahre                              | Stati Uniti       | Tamara McKinney                | Stati Uniti    |
| 1983/1984 | Ingemar Stenmark Pirmin Zurbriggen      | Svezia Svizzera   | Erika Hess                     | Svizzera       |
| 1984/1985 | Marc Girardelli                         | Lussemburgo       | Marina Kiehl                   | Germania Ovest |
| 1985/1986 | Joël Gaspoz                             | Svizzera          | Vreni Schneider                | Svizzera       |
| 1986/1987 | Pirmin Zurbriggen                       | Svizzera          | Vreni Schneider Maria Walliser | Svizzera       |
| 1987/1988 | Alberto Tomba                           | Italia            | Mateja Svet                    | Jugoslavia     |
| 1988/1989 | Ole Kristian Furuseth Pirmin Zurbriggen | Norvegia Svizzera | Vreni Schneider                | Svizzera       |
| 1989/1990 | Ole Kristian Furuseth Günther Mader     | Norvegia Austria  | Anita Wachter                  | Austria        |
| 1990/1991 | Alberto Tomba                           | Italia            | Vreni Schneider                | Svizzera       |
| 1991/1992 | Alberto Tomba                           | Italia            | Carole Merle                   | Francia        |
| 1992/1993 | Kjetil André Aamodt                     | Norvegia          | Carole Merle                   | Francia        |
| 1993/1994 | Christian Mayer                         | Austria           | Anita Wachter                  | Austria        |
| 1994/1995 | Alberto Tomba                           | Italia            | Vreni Schneider                | Svizzera       |
| 1995/1996 | Michael von Grünigen                    | Svizzera          | Martina Ertl                   | Germania       |
| 1996/1997 | Michael von Grünigen                    | Svizzera          | Deborah Compagnoni             | Italia         |
| 1997/1998 | Hermann Maier                           | Austria           | Martina Ertl                   | Germania       |
| 1998/1999 | Michael von Grünigen                    | Svizzera          | Alexandra Meissnitzer          | Austria        |
| 1999/2000 | Hermann Maier                           | Austria           | Michaela Dorfmeister           | Austria        |
| 2000/2001 | Hermann Maier                           | Austria           | Sonja Nef                      | Svizzera       |
| 2001/2002 | Frédéric Covili                         | Francia           | Sonja Nef                      | Svizzera       |
| 2002/2003 | Michael von Grünigen                    | Svizzera          | Anja Pärson                    | Svezia         |
| 2003/2004 | Bode Miller                             | Stati Uniti       | Anja Pärson                    | Svezia         |
| 2004/2005 | Benjamin Raich                          | Austria           | Tanja Poutiainen               | Finlandia      |
| 2005/2006 | Benjamin Raich                          | Austria           | Anja Pärson                    | Svezia         |
| 2006/2007 | Aksel Lund Svindal                      | Norvegia          | Nicole Hosp                    | Austria        |
| 2007/2008 | Ted Ligety                              | Stati Uniti       | Denise Karbon                  | Italia         |
| 2008/2009 | Didier Cuche                            | Svizzera          | Tanja Poutiainen               | Finlandia      |
| 2009/2010 | Ted Ligety                              | Stati Uniti       | Kathrin Hölzl                  | Germania       |
| 2010/2011 | Ted Ligety                              | Stati Uniti       | Viktoria Rebensburg            | Germania       |
| 2011/2012 | Marcel Hirscher                         | Austria           | Viktoria Rebensburg            | Germania       |
| 2012/2013 | Ted Ligety                              | Stati Uniti       | Tina Maze                      | Slovenia       |
| 2013/2014 | Ted Ligety                              | Stati Uniti       | Anna Fenninger                 | Austria        |
| 2014/2015 | Marcel Hirscher                         | Austria           | Anna Fenninger                 | Austria        |
| 2015/2016 | Marcel Hirscher                         | Austria           | Eva-Maria Brem                 | Austria        |
| 2016/2017 | Marcel Hirscher                         | Austria           | Tessa Worley                   | Francia        |
| 2017/2018 | Marcel Hirscher                         | Austria           | Viktoria Rebensburg            | Germania       |
| 2018/2019 | Marcel Hirscher                         | Austria           | Mikaela Shiffrin               | Stati Uniti    |
| 2019/2020 | Henrik Kristoffersen                    | Norvegia          | Federica Brignone              | Italia         |
| 2020/2021 | Alexis Pinturault                       | Francia           | Marta Bassino                  | Italia         |
| 2021/2022 | Marco Odermatt                          | Svizzera          | Tessa Worley                   | Francia        |
| 2022/2023 | Marco Odermatt                          | Svizzera          | Mikaela Shiffrin               | Stati Uniti    |
| 2023/2024 | Marco Odermatt                          | Svizzera          | Lara Gut-Behrami               | Svizzera       |
| 2024/2025 | Marco Odermatt                          | Svizzera          | Federica Brignone              | Italia         |

## Classifiche per coppe di specialità

### Maschile
| Coppe | Sciatore                        |
| ----- | ------------------------------- |
| 7     | Ingemar Stenmark Svezia         |
| 6     | Marcel Hirscher Austria         |
| 5     | Ted Ligety Stati Uniti          |
| 4     | Michael von Grünigen Svizzera   |
| 4     | Alberto Tomba Italia            |
| 4     | Marco Odermatt Svizzera         |
| 3     | Gustav Thöni Italia             |
| 3     | Hermann Maier Austria           |
| 2     | Jean-Claude Killy Francia       |
| 2     | Phil Mahre Stati Uniti          |
| 2     | Ole Christian Furuseth Norvegia |
| 2     | Benjamin Raich Austria          |

### Femminile
| Coppe | Sciatrice                     |
| ----- | ----------------------------- |
| 5     | Vreni Schneider Svizzera      |
| 3     | Annemarie Moser-Pröll Austria |
| 3     | Lise-Marie Morerod Svizzera   |
| 3     | Anja Pärson Svezia            |
| 3     | Viktoria Rebensburg Germania  |
| 2     | Mikaela Shiffrin Stati Uniti  |
| 2     | Hanni Wenzel Liechtenstein    |
| 2     | Tamara McKinney Stati Uniti   |
| 2     | Anita Wachter Austria         |
| 2     | Carole Merle Francia          |
| 2     | Martina Ertl Germania         |
| 2     | Sonja Nef Svizzera            |
| 2     | Tanja Poutiainen Finlandia    |
| 2     | Anna Fenninger Austria        |
| 2     | Tessa Worley Francia          |
| 2     | Nancy Greene Canada           |
| 2     | Federica Brignone Italia      |

## Classifiche per vittorie

### Maschile
| Vittorie | Sciatore                      |
| -------- | ----------------------------- |
| 46       | Ingemar Stenmark Svezia       |
| 31       | Marcel Hirscher Austria       |
| 26       | Marco Odermatt Svizzera       |
| 24       | Ted Ligety Stati Uniti        |
| 23       | Michael von Grünigen Svizzera |
| 18       | Alexis Pinturault Francia     |
| 15       | Alberto Tomba Italia          |
| 14       | Hermann Maier Austria         |
| 14       | Benjamin Raich Austria        |
| 11       | Gustav Thöni Italia           |

### Femminile
| Vittorie                  | Sciatrice                     |
| ------------------------- | ----------------------------- |
| 22                        | Mikaela Shiffrin Stati Uniti  |
| 20                        | Vreni Schneider Svizzera      |
| 17                        | Federica Brignone Italia      |
| 16                        | Annemarie Moser-Pröll Austria |
| 16                        | Tessa Worley Francia          |
| 14                        | Tina Maze Slovenia            |
| 14                        | Lise-Marie Morerod Svizzera   |
| 14                        | Viktoria Rebensburg Germania  |
| 14                        | Anita Wachter Austria         |
| 13                        | Deborah Compagnoni Italia     |
| 13                        | Sonja Nef Svizzera            |
| 12                        | Hanni Wenzel Liechtenstein    |
| 11                        | Anna Fenninger Austria        |
| 11                        | Anja Pärson Svezia            |
| 10                        |                               |
| Martina Ertl Germania     |                               |
| Carole Merle Francia      |                               |
| Lara Gut-Behrami Svizzera |                               |